# Bobende
Bobende (ou Mobende, Wovende) est un village côtier du Cameroun situé dans la région du Sud-Ouest et le département du Fako, sur la route reliant Batoke à Limbé. Il est rattaché à la commune de Limbé 2.

## Population
La localité comptait 233 habitants en 1953 et 346 en 1969, principalement des Bamboko. Lors du recensement de 2005, on y a dénombré 362 personnes.